# Кроненвет, Джефф
Джеффри Скотт «Джефф» Кроненвет (англ. Jeffrey Scott «Jeff» Cronenweth; род. 14 января 1962, Лос-Анджелес) — американский кинооператор, двукратный номинант на премию «Оскар» (2011, 2012), номинант на премию BAFTA (2012).

## Биография
Будучи сыном известного оператора, номинанта на премию «Оскар» Джордана Кроненвета, Джефф постоянно помогал отцу и был его ассистентом. Только в 1995 году Джефф Кроненвет снял первый фильм — документальную полнометражку «Робби Робертсон: Отправляясь домой».
Настоящий успех пришел к Кроненвету, когда он познакомился с режиссёром Дэвидом Финчером, который пригласил его снять свой фильм «Бойцовский клуб», экранизацию одноимённого романа Чака Паланика. Впоследствии Кроненвет ещё трижды работал с Финчером: на съёмочных площадках фильмов «Социальная сеть», «Девушка с татуировкой дракона» и «Исчезнувшая». За операторскую работу в первых двух фильмах Кроненвет был номинирован на премию «Оскар».

## Стиль
Джефф Кроненвет известен в кругах кинооператоров благодаря тусклому освещению и крупных планах, которые он постоянно использует при съёмке фильмов. О работе над «Бойцовским клубом» Кроненвет говорил так: «Были мы в помещении или на улице, мы всегда хотели сохранить малую глубину резко изображаемого пространства, чтобы удержать аудиторию и направить её на то, что мы хотели ей показать».

## Фильмография
| Год  |     | Русское название                  | Оригинальное название           | Роль     |
| ---- | --- | --------------------------------- | ------------------------------- | -------- |
| 1995 | док | Робби Робертсон: Отправлясь домой | Robbie Robertson: Going Home    | оператор |
| 1996 | ф   | Кадр за кадром                    | Frame by Frame                  | оператор |
| 1999 | ф   | Бойцовский клуб                   | Fight Club                      | оператор |
| 2002 | ф   | Фото за час                       | One Hour Photo                  | оператор |
| 2002 | ф   | K-19                              | K-19: The Widowmaker            | оператор |
| 2003 | ф   | К чёрту любовь!                   | Down with Love                  | оператор |
| 2010 | ф   | Социальная сеть                   | The Social Network              | оператор |
| 2011 | ф   | Девушка с татуировкой дракона     | The Girl with the Dragon Tattoo | оператор |
| 2013 | ф   | Хичкок                            | Hitchcock                       | оператор |
| 2014 | ф   | Исчезнувшая                       | Gone Girl                       | оператор |
| 2021 | ф   | Быть Рикардо                      | Being the Ricardos              | оператор |